# Balmoral Castle
Balmoral Castle is een kasteel in Aberdeenshire in de Schotse Hooglanden, gelegen aan de rivier de Dee. Het kasteel is vooral bekend als zomerresidentie van de Britse koninklijke familie.

## Geschiedenis

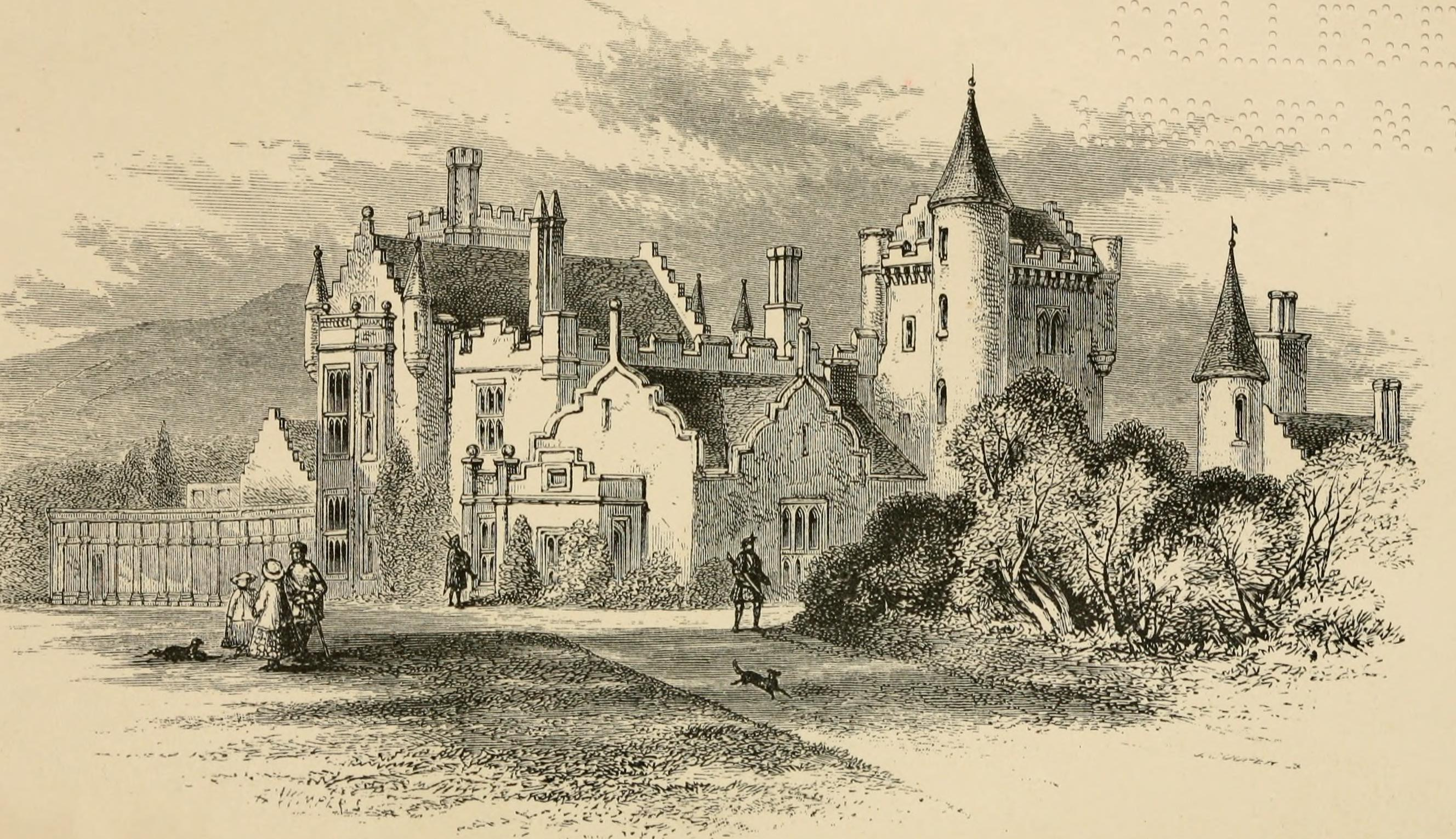
Het oude kasteel

Het landgoed was van koning Robert II (1316-1390), die er joeg. In 1390 bouwde Sir William Drummond er een huis. Zijn erfgenamen verkochten het landgoed in de 15e eeuw aan Alexander Gordon, de 3de graaf van Huntly. In 1662 verkocht de familie het landgoed aan de Farquharsons of Invery, die het in 1798 doorverkochten aan de 2de graaf van Fife.
Prins Albert en zijn echtgenote koningin Victoria huurden in 1848 het landgoed en Albert kocht het in 1852. Hij kocht het in naam van de koningin, wat betekent dat er geen inkomsten uit het landgoed naar de Britse staat gaan.
Kort nadat het landgoed door de koninklijke familie was gekocht, werd het bestaande huis te klein bevonden. Het huidige kasteel werd voltooid in 1856 en het oude kasteel werd kort daarna afgebroken.Tot 1856 werd er grondig verbouwd en aangebouwd. Het is nog steeds familiebezit. De architect was William Smith uit Aberdeen, hoewel zijn ontwerpen werden gewijzigd door prins Albert.
Het totale landgoed is meer dan 260 km² groot en heeft 50 werknemers in dienst. Een deel van het kasteel en de tuinen is van eind maart tot eind juli opengesteld voor het publiek. De koninklijke familie verblijft er in augustus.

### Ziekte en overlijden koningin Elizabeth II
Tijdens haar zomerverblijf in Balmoral voor een maand vanaf begin augustus 2022 verslechterde de gezondheidstoestand van koningin Elizabeth II. Zij was begin september 2022 niet in staat terug te reizen naar Londen om de wisseling van het premierschap daar te bekrachtigen.
Door de gezondheidsproblemen van de koningin werd Liz Truss op 6 september 2022 op Balmoral geïnstalleerd als de nieuwe premier. Dat gebeurde sinds koningin Victoria en het huis Windsor gewoonlijk in Buckingham Palace.
Op 8 september 2022 werd bekend dat de gezondheidstoestand van de koningin snel achteruit ging. Leden van de koninklijke familie reisden met spoed naar Schotland. Rond half acht in de avond werd bekend dat koningin Elizabeth van het Verenigd Koninkrijk die namiddag op 96-jarige leeftijd, na een regeerperiode van ruim 70 jaar, op Balmoral was overleden.

## Toegang voor publiek
In 1931 werden de kasteeltuinen voor het eerst geopend voor het publiek en zijn nog steeds dagelijks geopend vanaf april tot eind juli, waarna koningin Elizabeth II arriveerde voor haar jaarlijkse verblijf. De balzaal was tot 2024 de enige kamer in het kasteel die door het publiek kon worden bekeken. 
Er waren plannen om van Balmoral Castle, na het overlijden van koningin Elizabeth II, een museum te maken. 
In 2024 gaf Charles III aan dat Balmoral Castle voor het eerst grotere delen van het kasteel opent voor publiek. In 2023 was het terrein langer geopend dan gebruikelijk en in 2024 is het terrein geopend van april tot en met augustus.

## Trivia
- Sinds 1987 is een afbeelding van het kasteel te zien op de achterkant van £ 100 bankbiljetten uitgegeven door de Royal Bank of Scotland.
- Er is een speciale uitzondering in de Britse wet dat de politie niet zonder toestemming van de koning het landgoed mag onderzoeken wanneer ze misdaden zouden vermoeden.[5]
- De toegangsprijzen tot het Balmoral zijn stevig. Een rondleiding in het kasteel kost £ 100, met een thee is de prijs £ 150 per persoon. Tegelijkertijd worden niet meer dan 40 personen toegelaten.